# Lilltjärnen (Laxsjö socken, Jämtland, 707784-143631)
Lilltjärnen är en sjö i Krokoms kommun i Jämtland och ingår i Indalsälvens huvudavrinningsområde.